# Kunstrijden op de Olympische Winterspelen 1964
Het kunstrijden is een van de sporten die beoefend werden tijdens de Olympische Winterspelen 1964 in Innsbruck. Het was de elfde keer dat het kunstrijden op het olympische programma stond. In 1908 en 1920 stond het op het programma van de Olympische Zomerspelen. De wedstrijden vonden plaats van 29 januari tot en met 6 februari op kunstijs in het Olympia-Eisstadion.
In totaal namen 88 deelnemers (41 mannen en 47 vrouwen) uit vijftien landen deel aan deze editie.
Bij de mannen namen Alain Calmat en Karol Divín voor de derde keer deel, bij de vrouwen was dit Sjoukje Dijkstra en bij de paren alleen Marika Kilius (in 1956 met Franz Ningel, in 1960 en deze editie met Hans-Jürgen Bäumler).
De Nederlandse Sjoukje Dijkstra veroverde na haar zilveren medaille in 1960 nu de gouden medaille, dit was de eerste gouden medaille voor Nederland bij de Olympische Winterspelen. Het paar Marika Kilius / Hans-Jürgen Bäumler veroverden net als in 1960 de zilveren medaille.

## Uitslagen
| Eindrangschikking |
| --- |
| Elk van de negen juryleden rangschikte de deelnemer van plaats 1 tot en met de laatste plaats. Deze plaatsing geschiedde op basis van het toegekende puntentotaal door het jurylid gegeven. (Deze puntenverdeling was weer gebaseerd op 60% van de verplichte kür, 40% van de vrije kür bij de solo disciplines). De uiteindelijke rangschikking geschiedde bij een meerderheidsplaatsing (r/m). Wanneer een deelnemer als enige bij meerderheid als eerste was gerangschikt, kreeg hij de eerste plaats toebedeeld. Vervolgens werd voor elke volgende positie deze procedure herhaald, waarbij het aantal plaatsingen voor die positie werd bepaald door het aantal keren dat diezelfde positie of hogere positie werd behaald (dus, voor plaats 2 telden alle top 2 plaatsen, voor plaats 3 alle top 3 plaatsen, enz.). Wanneer geen meerderheidsplaatsing kon worden bepaald dan werd de procedure voor de volgende positie ingezet. Wanneer meerdere deelnemers een gelijk aantal meerderheidsplaatsingen hadden dan waren de beslissende factoren: 1) de laagste som van de meerderheidsplaatsingen (pc/rm), 2) laagste som van plaatsingcijfers van alle juryleden (pc/9), 3) totaal behaalde punten, 4) punten behaald in de verplichte kür (solo disciplines). |

### Mannen
Op 3 en 4 (verplichte kür) en 6 februari (vrije kür) streden 24 mannen uit elf landen om de medailles.
r/m = rangschikking bij meerderheid, pc/rm = som van de meerderheidsplaatsingen, pc/9 = som plaatsingcijfers van alle negen juryleden (vet = beslissingsfactor)
| rang   | sporter(s)            | land | r/m                               | pc/rm | pc/9 | punten |
| ------ | --------------------- | ---- | --------------------------------- | ----- | ---- | ------ |
| Goud   | Manfred Schnelldorfer | EUA  | 6x1 (1-2-1-3-1-1-1-2-1)           | 6     | 13   | 1916,9 |
| Zilver | Alain Calmat          | FRA  | 8x3 (3-1-2-1-3-2-4-3-3)           | 18    | 22   | 1876,5 |
| Brons  | Scott Allen           | USA  | 7x3 (2-3-3-2-2-5-3-1-5)           | 16    | 26   | 1873,6 |
| 4      | Karol Divín           | TCH  | 9x4 (4-4-4-4-4-4-2-4-2)           | 32    | 32   | 1862,8 |
| 5      | Emmerich Danzer       | AUT  | 9x5 (5-5-5-5-5-3-5-5-4)           | 42    | 42   | 1824,0 |
| 6      | Thomas Litz           | USA  | 5x8 (10-8-11-6-6-6-6-12-12)       | 32    | 77   | 1764,7 |
| 7      | Peter Jonas           | AUT  | 5x8 (6-6-6-13-14-8-10-9-7)        | 33    | 79   | 1752,0 |
| 8      | Nobuo Sato            | JPN  | 6x9 (8-9-7-9-12-9-9-10-15)        | 51    | 88   | 1746,2 |
| 9      | Donald Knight         | CAN  | 5x9 (12-7-9-7-7-13-11-6-13)       | 36    | 85   | 1746,6 |
| 10     | Monty Hoyt            | USA  | 7x10 (11-10-10-8-4-7-7-7-10)      | 59    | 81   | 1755,5 |
| 11     | Ralph Borghard        | EUA  | 6x11 (9-12-12-11-8-10-8-14-6)     | 52    | 90   | 1742,2 |
| 12     | Sepp Schönmetzler     | EUA  | 7x12 (7-11-8-14-13-11-12-8-8)     | 92    | 131  | 1743,1 |
| 13     | Charles Snelling      | CAN  | 6x13 (16-13-16-12-9-16-13-11-11)  | 69    | 117  | 1705,5 |
| 14     | Giordano Abbondati    | ITA  | 7x15 (22-17-15-10-10-15-15-13-14) | 92    | 131  | 1688,4 |
| 15     | Wolfgang Schwarz      | AUT  | 7x15 (15-15-13-16-15-12-14-18-9)  | 93    | 127  | 1695,9 |
| 16     | Bill Neale            | CAN  | 6x16 (13-16-17-15-17-18-16-15-16) | 91    | 143  | 1667,7 |
| 17     | Robert Dureville      | FRA  | 7x17 (14-14-18-17-16-14-17-17-21) | 109   | 148  | 1660,0 |
| 18     | Hywel Evans           | GBR  | 7x18 (17-19-14-22-18-17-18-16-18) | 118   | 159  | 1640,1 |
| 19     | Markus Germann        | SUI  | 5x20 (23-22-23-19-19-19-22-20-19) | 96    | 186  | 1578,0 |
| 20     | Malcolm Cannon        | GBR  | 5x20 (19-21-19-20-20-21-20-23-24) | 98    | 187  | 1587,5 |
| 21     | Jenő Ébert            | HUN  | 6x21 (18-20-21-21-23-22-21-22-20) | 121   | 188  | 1586,9 |
| 22     | Ondrej Nepela         | TCH  | 7x22 (21-23-22-23-21-20-19-19-22) | 144   | 190  | 1586,9 |
| 23     | Philippe Pelissier    | FRA  | 8x23 (20-18-20-18-22-23-24-21-23) | 165   | 189  | 1590,1 |
| 24     | Peter Grütter         | SUI  | - (24-24-24-24-24-24-23-24-17)    | 208   | 208  | 1517,2 |

### Vrouwen
Op 30 en 31 januari (verplichte kür) en 2 februari (vrije kür) streden 30 vrouwen uit veertien landen om de medailles.
r/m = rangschikking bij meerderheid, pc/rm = som van de meerderheidsplaatsingen, pc/9 = som plaatsingcijfers van alle negen juryleden (vet = beslissingsfactor)
| rang   | sporter(s)             | land | r/m                               | pc/rm | pc/9 | punten |
| ------ | ---------------------- | ---- | --------------------------------- | ----- | ---- | ------ |
| Goud   | Sjoukje Dijkstra       | NED  | 9x1 (1-1-1-1-1-1-1-1-1)           | 9     | 9    | 2018,5 |
| Zilver | Regine Heitzer         | AUT  | 5x2 (2-2-3-2-3-3-2-3-2)           | 10    | 22   | 1945,5 |
| Brons  | Petra Burka            | CAN  | 7x3 (3-4-2-4-2-2-3-2-3)           | 17    | 25   | 1940,0 |
| 4      | Nicole Hassler         | FRA  | 8x4 (4-3-4-7-4-4-4-4-4)           | 31    | 38   | 1887,7 |
| 5      | Miwa Fukuhara          | JPN  | 6x5 (7-5-7-3-5-5-5-8-5)           | 28    | 50   | 1845,1 |
| 6      | Peggy Fleming          | USA  | 6x6 (5-7-11-5-8-6-6-5-6)          | 33    | 59   | 1819,6 |
| 7      | Christina Haigler      | USA  | 5x7 (15-8-9-8-6-7-7-7-7)          | 34    | 74   | 1803,8 |
| 8      | Albertina Noyes        | USA  | 6x9 (10-6-5-6-10-9-10-9-8)        | 43    | 61   | 1798,9 |
| 9      | Helli Sengtschmid      | AUT  | 5x9 (6-9-12-10-14-11-8-6-9)       | 38    | 85   | 1782,1 |
| 10     | Wendy Griner           | CAN  | 5x10 (12-10-6-9-11-10-11-10-12)   | 45    | 91   | 1775,3 |
| 11     | Sally-Anne Stapleford  | GBR  | 5x11 (14-14-10-11-9-8-9-20-13)    | 47    | 108  | 1757,9 |
| 12     | Shirra Kenworthy       | CAN  | 6x12 (9-12-8-12-7-14-16-16-10)    | 58    | 104  | 1756,3 |
| 13     | Kumiko Okawa           | JPN  | 6x13 (23-13-21-13-12-12-18-13-11) | 74    | 136  | 1725,4 |
| 14     | Inge Paul              | EUA  | 5x14 (11-11-17-27-19-16-13-11-14) | 60    | 139  | 1720,3 |
| 15     | Hana Mašková           | TCH  | 6x16 (17-15-16-20-13-13-14-18-16) | 87    | 142  | 1714,8 |
| 16     | Carol-Ann Warner       | GBR  | 5x17 (16-17-14-21-21-23-12-14-24) | 73    | 162  | 1692,9 |
| 17     | Zsuzsa Almássy         | HUN  | 5x17 (13-16-23-16-18-15-17-21-20) | 77    | 159  | 1702,2 |
| 18     | Diana Clifton-Peach    | GBR  | 5x18 (8-19-18-14-17-22-20-15-19)  | 72    | 152  | 1711,7 |
| 19     | Gabriele Seyfert       | EUA  | 6x19 (18-26-25-18-20-17-19-17-17) | 106   | 177  | 1685,1 |
| 20     | Ingrid Ostler          | AUT  | 6x20 (19-20-15-22-16-26-15-23-15) | 100   | 171  | 1684,8 |
| 21     | Ann-Margreth Frei-Käck | SWE  | 6x21 (20-18-20-19-24-25-25-19-21) | 107   | 191  | 1661,1 |
| 22     | Junko Ueno             | JPN  | 6x22 (22-21-13-15-23-18-23-12-23) | 101   | 170  | 1685,0 |
| 23     | Franziska Schmidt      | SUI  | 7x23 (26-24-19-23-15-20-22-22-22) | 143   | 193  | 1662,8 |
| 24     | Uschi Keßler           | EUA  | 7x24 (24-23-24-24-22-21-24-26-25) | 162   | 213  | 1642,3 |
| 25     | Jana Mrázková          | TCH  | 7x25 (21-22-22-29-28-19-21-25-18) | 148   | 205  | 1646,4 |
| 26     | Sandra Brugnera        | ITA  | 8x26 (27-25-26-17-26-24-26-24-26) | 194   | 221  | 1612,5 |
| 27     | Monika Zingg           | SUI  | 6x27 (28-27-30-25-25-30-29-27-27) | 131   | 218  | 1568,9 |
| 28     | Anne Karin Dehle       | NOR  | 8x28 (25-29-27-28-27-28-28-28-28) | 219   | 218  | 1571,9 |
| 29     | Geneviève Burdel       | FRA  | 8x29 (29-28-28-26-29-29-27-30-29) | 225   | 255  | 1542,0 |
| 30     | Berit Unn Johansen     | NOR  | - (30-30-24-30-30-27-30-29-30)    | 265   | 265  | 1524,9 |

### Paren
Op 29 januari (vrije kür) streden zeventien paren uit zeven landen om de medailles.
r/m = rangschikking bij meerderheid, pc/rm = som van de meerderheidsplaatsingen, pc/9 = som plaatsingcijfers van alle negen juryleden (vet = beslissingsfactor)
| rang   | sporter(s)                                 | land | r/m                                     | pc/rm | pc/9  | punten |
| ------ | ------------------------------------------ | ---- | --------------------------------------- | ----- | ----- | ------ |
| Goud   | Ljoedmila Beljoesova / Oleg Protopopov     | URS  | 5x1 (2-2-2-1-2-1-1-1-1)                 | 5,0   | 13,0  | 104,4  |
| Zilver | Marika Kilius / Hans-Jürgen Bäumler        | EUA  | 8x2 (1-1-1-3-1-2-2-2-2)                 | 12,0  | 15,0  | 103,6  |
| Zilver | Debbi Wilkes / Guy Revell                  | CAN  | 6x4 (4-5-4-2-4,5-3-4-3-6)               | 20,0  | 35,5  | 98,5   |
| Brons  | Vivian Joseph / Ronald Joseph              | USA  | 6x4 (3-3-3-4-4,5-4-5-5-4)               | 21,0  | 35,5  | 98,2   |
| 5      | Tatjana Zjoek / Alexander Gavrilov         | URS  | 5x5 (6-6-5-9-3-6-3-4-3)                 | 18,0  | 45,0  | 96,6   |
| 6      | Gerda Johner / Rüdi Johner                 | SUI  | 5x6 (5-7,5-7-7,5-7-5-6-6-5)             | 27,0  | 56,0  | 95,4   |
| 7      | Judianne Fotheringill / Jerry Fotheringill | USA  | 5x7 (7-7,5-8-5-12-7-9-7-7)              | 33,0  | 69,5  | 94,7   |
| 8      | Cynthia Kauffman / Ronald Kauffman         | USA  | 5x8 (8-4-11-6-9-8-11-9-8)               | 34,0  | 74,0  | 92,8   |
| 9      | Agnesa Wlachovská / Peter Bartosiewicz     | TCH  | 5x9 (9-10-10-7,5-13-9-7,5-8-10)         | 41,0  | 84,0  | 91,8   |
| 10     | Milada Kubíková / Jaroslav Votruba         | TCH  | 5x10 (10-13-9-14-8-14,5-7,5-10-11)      | 44,5  | 97,0  | 88,9   |
| 11     | Brigitte Wokoeck / Heinz-Ulrich Walther    | EUA  | 6x12 (12,5-9-6-12-11-12-10-14-17)       | 60,0  | 103,5 | 88,8   |
| 12     | Gerlinde Schönbauer / Wilhelm Bietak       | AUT  | 6x12 (11-11-12-15,5-6-14,5-14-12-12)    | 64,0  | 108,0 | 87,7   |
| 13     | Margit Senf / Peter Göbel                  | EUA  | 7x13 (12,5-16-13-17-10-13-12-11-9)      | 80,5  | 113,5 | 87,9   |
| 14     | Faye Strutt / Jim Watters                  | CAN  | 5x14 (14-12-15,5-10,5-16-10,5-13-16-15) | 60,0  | 122,5 | 85,3   |
| 15     | Inge Strell / Ferry Dedovich               | AUT  | 7x15 (15-15-15,5-10,5-15-17-15-13-13)   | 96,5  | 129,0 | 83,6   |
| 16     | Linda Ward / Neil Carpenter                | CAN  | 9x16 (16-14-14-13-14-10,5-16-15-16)     | 128,5 | 128,5 | 84,2   |
| 17     | Monique Mathys / Yves Ällig                | SUI  | - (17-17-17-15,5-17-16-17-17-14)        | 147,5 | 147,5 | 81,5   |

*  In 1966 gaf het paar Kilius/Bäumler de zilveren medaille vrijwillig terug aan het Internationaal Olympisch Comité vanwege het reeds voor de Spelen van 1964 gesloten profcontract bij een ijsrevue. Deelname was toen nog uitsluitend bestemd voor amateurs. De ISU heeft de uitslagen nooit gewijzigd. In 1987 kregen ze eerst van het Duitse NOC de zilveren medaille terug, daarmee weer aansluitend op de ISU-uitslagen en later (1997?) heeft het IOC ze ook weer opgenomen in de uitslagen. De overige teams mochten hun gecorrigeerde zilver en brons behouden.

## Medaillespiegel
| rang | land               | Goud | Zilver | Brons | totaal |
| ---- | ------------------ | ---- | ------ | ----- | ------ |
| 1    | Duits eenheidsteam | 1    | 1      | 0     | 2      |
| 2    | Nederland          | 1    | 0      | 0     | 1      |
| 2    | Sovjet-Unie        | 1    | 0      | 0     | 1      |
| 4    | Canada             | 0    | 1      | 1     | 2      |
| 5    | Oostenrijk         | 0    | 1      | 0     | 1      |
| 5    | Frankrijk          | 0    | 1      | 0     | 1      |
| 7    | Verenigde Staten   | 0    | 0      | 2     | 2      |
|      |                    | 3    | 4      | 3     | 10     |